# Buzura fumata
Buzura fumata là một loài bướm đêm trong họ Geometridae.